# Terroso (Zamora)
Terroso (en senabrés Terrosu) es una localidad española del municipio de Cobreros, en la comarca de Sanabria de la provincia de Zamora.

## Geografía
Se encuentra ubicado en la comarca de Sanabria, al noroeste de la provincia. Pertenece al municipio de Cobreros, junto con las localidades de: Avedillo de Sanabria, Barrio de Lomba, Castro de Sanabria, Cobreros, Limianos de Sanabria, Quintana de Sanabria, Riego de Lomba, San Martín del Terroso, San Miguel de Lomba, San Román de Sanabria, Santa Colomba de Sanabria y Sotillo de Sanabria.
Situado en el valle del río Castro, el término de esta localidad limita al norte con el de San Martín de Terroso, al sur con el de Requejo, al este con el de Pedralba  y al oeste con el de Porto.
Terroso se encuentra situado en pleno parque natural del Lago de Sanabria, el mayor lago de origen glaciar de España, además de un espacio natural protegido de gran atractivo turístico.

## Historia
Durante la Edad Media Terroso quedó integrado en el Reino de León, cuyos monarcas habrían acometido la repoblación de la localidad dentro del proceso repoblador llevado a cabo en Sanabria. Tras la independencia de Portugal del reino leonés en 1143 la localidad habría sufrido por su situación geográfica los conflictos entre los reinos leonés y portugués por el control de la frontera, quedando estabilizada la situación a inicios del siglo XIII.
Posteriormente, en la Edad Moderna, Terroso fue una de las localidades que se integraron en la provincia de las Tierras del conde de Benavente y dentro de esta en la receptoría de Sanabria. No obstante, al reestructurarse las provincias y crearse las actuales en 1833, la localidad pasó a formar parte de la provincia de Zamora, dentro de la Región Leonesa, quedando integrado en 1834 en el partido judicial de Puebla de Sanabria.
En torno a 1850, el municipio de Terroso vio ampliado su término al integrarse en él San Martín del Terroso. No obstante, el municipio de Terroso desapareció como tal en 1972, cuando pasó a integrarse en el municipio de Cobreros.

## Geografía humana

### Demografía
| Gráfica de evolución demográfica de Terroso entre 1842 y 1970 |
| |
| Población de derecho según los censos de población del INE Población de hecho según los censos de población del INEEntre el censo de 1857 y el anterior, crece el término del municipio porque incorpora a 495124 (San Martín del Terroso) Entre el censo de 1981 y el anterior, este municipio desaparece porque se integra en el municipio 49050 (Cobreros) |

El número de habitantes ha ido descendiendo de modo paulatino desde la mitad del siglo XX, llegando a los 17 censados en el año 2024 según el INE.

## Sociedad
Tradicionalmente los habitantes de este pueblo se han dedicado a la agricultura y ganadería. Desde mediados del siglo XX la mayor parte de la población joven comenzó a emigrar, preferentemente a Madrid, aunque también a Sevilla y al País Vasco.

## Patrimonio
La iglesia parroquial pertenece al Camino de Santiago y la comparte con San Martín de Terroso. Destaca su espadaña triangular y el presbiterio, obra del siglo XVIII, con una larga ventana ornada con un jarrón de azucenas y un reloj de sol.
Porto de Sanabria

## Fiestas
Las fiestas de esta pequeña localidad son el Rosario (el tercer domingo de junio) y el Santiago (el 25 de julio)